# Salvatore Mazza
Salvatore Mazza (Milano, 19 aprile 1819 – Milano, 24 ottobre 1886) è stato un pittore, scrittore, incisore e illustratore italiano.

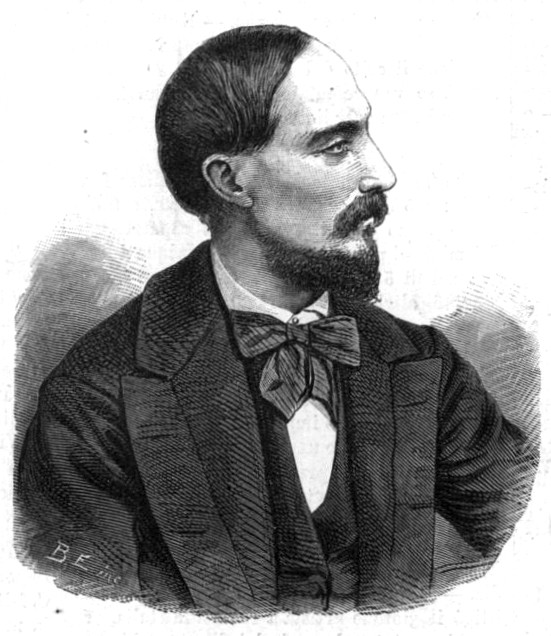
Salvatore Mazza in un'illustrazione del 1874

La famiglia milanese Mazza ha dato tre artisti: Salvatore Mazza - che come vignettista si firmava Salvatore - suo fratello Giuseppe (Milano, 1817 - Milano, 1884), pittore di soggetti storici e di genere e Aldo (Milano, 1880-Gavirate, 1964) - figlio di Giuseppe - che è stato pittore, pubblicitario, disegnatore e caricaturista

## Biografia
Figlio di Carlo, ragioniere, dipendente del marchese Giuseppe Arconati Visconti nel 1840 si laureò in Giurisprudenza all’Università degli Studi di Pavia. Abbandonò presto l'dea della carriera di avvocato e nel 1842 presentò una serie di dipinti di genere all'esposizione di Brera.

### Pittore
Sulle orme di Domenico Induno, Salvatore Mazza scelse più tardi di concentrarsi sulla pittura realistica, in contrapposizione con la corrente romantica dominante che preferiva una pittura aulica e storica. Nel 1844 presentò a Brera due tele con episodi della guerra d'indipendenza greca e dipinti di genere di ambientazione popolare.
Intraprese lunghi viaggi di studio nello Stato Pontificio e nel Regno delle Due Sicilie, cogliendo nuovi spunti dalla vita nelle città e nei borghi e riempiendo i suoi album con schizzi di paesaggi e di figure. Tornato a Milano dipinse Funerale nella Campagna romana, Briganti calabresi, La maliarda (1845) e Predica al santuario nelle vicinanze di Sora (1847).

### Patriota e soldato
Con il padre Carlo e con il fratello maggiore Giuseppe si distinse a marzo 1848, durante la difesa di Milano dalle truppe austriache. Molti anni più tardi raccolse i suoi ricordi nel libro autobiografico Le Cinque giornate di Milano (1885), in cui descrisse la sua esperienza tra i sostenitori di Carlo Cattaneo. Sullo stesso tema dipinse nel 1850: Scena delle Cinque giornate in via Santa Radegonda, Scena delle Cinque giornate a porta Tosa, Notturno milanese e Milano 18 marzo 1848 l'inizio della rivoluzione delle Cinque giornate. Con il fratello Giuseppe militò nelle file dell'esercito piemontese, durante la Campagna del 1859.

### Scrittore e pittore
Artista versatile, si dedicò alla scrittura di romanzi storici, come Il memoriale di frà Luca d'Avellino - ambientato nella Napoli settecentesca e impreziosito da circa 800 sue illustrazioni, fra scene di genere e paesaggi, realizzate con tocco rapido e sicuro -  e Fantasie artistiche e letterarie.
Fra il 1850 e il 1854 presentò a Brera 28 dipinti, tra cui I bravi alla Malanotte, soggetto tratto da I promessi sposi. Due suoi paesaggi montani - Un uragano sull'Appennino e La caduta del sole - furono pubblicati.  Nel 1856, con il dipinto Una mandria in riposo, ottenne il premio Mylius. Realizzava anche tele di medie o di piccole dimensioni, con paesaggi e con animali, per accontentare i gusti della borghesia milanese.
Dipingeva spesso en plein air, come raccontò in Gite d’artista e studii dal vero: descrizioni e racconti. Lavorava in particolare sulle colline prealpine e appenniniche, secondo il metodo preferito da altri paesaggisti lombardi, come Giovanni Battista Lelli e Gaetano Fasanotti (1831–1882).

### Vignettista
Come disegnatore, caricaturista e vignettista, collaborò a giornali satirici, tra cui Lo Spirito Folletto e le due riviste milanesi di Leone Fortis Il Pungolo e Panorama, su cui scrivevano Cletto Arrighi, Ippolito Nievo, i commediografi veneziani Paulo Fambri e Vittorio Salmini, e Giuseppe Rovani. Come illustratore collaborò a I misteri del Vaticano o La Roma dei papi (1861-62) di Franco Mistrali, edito in quattro volumiː una curiosa e anticlericale rilettura della storia della Chiesa.
Il suo dipinto La stalla di un albergo fu premiato all'Esposizione nazionale di Firenze del 1861, mentre le tele Il pensieroso, Il maniscalco e Stalla rustica, furono presentate all’Esposizione universale di Parigi del 1867.
Fu eletto membro del consiglio dell'Accademia di Brera; recensì mostre sui quotidiani milanesi Il Pungolo e La Lombardia, quindi su L'Illustrazione Italiana. Fu socio onorario delle accademie d'arte di Mantova e di Urbino. Un suo ritratto giovanile, dipinto dal fratello Giuseppe, è a Milano, al Centro nazionale di studi manzoniani, a Casa Manzoni.